# Ernesto Contreras
Ernesto Antonio Contreras Vázquez (ur. 19 czerwca 1937 w Medrano, zm. 25 października 2020 tamże) – argentyński kolarz torowy i szosowy, brązowy medalista torowych mistrzostw świata.

## Kariera
Pierwszy sukces w karierze osiągnął w 1956 roku, kiedy został mistrzem kraju w indywidualnym wyścigu na dochodzenie. Cztery lata później wystartował na igrzyskach olimpijskich w Rzymie, gdzie wraz z kolegami z reprezentacji zajął piąte miejsce w drużynowym wyścigu na dochodzenie, podobnie jak to miało miejsce na igrzyskach w Tokio w 1964 roku. W międzyczasie Contreras wystąpił na igrzyskach panamerykańskich w São Paulo w 1963 roku, zdobywając w drużynie srebrny medal. Swój drugi i ostatni medal na międzynarodowej imprezie zdobył podczas torowych mistrzostw świata w Montevideo w 1968 roku, wspólnie z Carlosem Álvarezem, Juanem Alvesem i Juanem Alberto Merlosem zajmując trzecie miejsce w drużynowym wyścigu na dochodzenie. W tym samym roku brał także udział w igrzyskach olimpijskich w Meksyku, gdzie był siódmy w drużynowej jeździe na czas oraz odpadł w eliminacjach drużynowego wyścigu na dochodzenie. Wielokrotnie zdobywał medale mistrzostw Argentyny, zarówno w kolarstwie torowym, jak i szosowym.